# Michaił Domontowicz
Michaił Aleksiejewicz Domontowicz (ros. Михаил Алексеевич Домонтович, ur. 12 listopada?/24 listopada 1830 w Kudrowce w guberni czernihowskiej, zm. 8 października 1902 w Sankt-Petersburgu) – rosyjski generał, historyk wojskowości.

## Życiorys
Uczestniczył w tłumieniu powstania węgierskiego w 1849 jako chorąży pułku grenadierów lejbgwardii. W stopniu podporucznika walczył nad Dunajem w wojnie krymskiej. 
W 1858 ukończył Imperatorską Akademię Wojskową. Od 1860 służył w rosyjskim Sztabie Generalnym. Od 1861 wykładał we Włodzimierskim Korpusie Kadetów w Kijowie. W 1863 został pomocnikiem szefa Oddziału Azjatyckiego Głównego Zarządu Sztabu Generalnego. Po roku spędzonym na Kaukazie od 1865 z ramienia sztabu sprawował nadzór nad studentami Nikołajewskiej Akademii Sztabu Generalnego. W 1873 został inspektorem Nikołajewskiej Szkoły Kawalerii. Dwa lata później otrzymał awans na generała-majora. W 1876 mianowano go szefem kancelarii zarządu cywilnego przy głównodowodzącym Armii Dunajskiej w Wojnie rosyjsko-tureckiej (1877–1878), a w kolejnym roku - gubernatorem tyrnowskim. Po powrocie do Rosji rok później był oficerem do specjalnych poruczeń przy Głównym Zarządzie Uczelni Wojskowych, po czym ponownie wyjechał do Bułgarii w randze dyrektora kancelarii carskiej komisji pomagającej w organizacji rządu tego kraju. W 1881 został nadzwyczajnym członkiem Komitetu Naukowo-Wojskowego i przewodniczącym komisji zajmującej się opisaniem wojny rosyjsko-tureckiej. W 1886 awansował na generała-lejtnanta, w 1898 - na generała piechoty. Od 1896 był członkiem Rady Wojennej, w latach 1897-1900 kierował jej oddziałem kodyfikacyjnym. Został pochowany na cmentarzu Monasteru Nowodziewiczego w Sankt-Petersburgu (grób już nie istnieje).
Był ojcem Aleksandry Kołłontaj.

## Odznaczenia
- Order Orła Białego
- Order św. Włodzimierza II, III i IV klasy (Imperium Rosyjskie)
- Order św. Anny I i II klasy (Imperium Rosyjskie)
- Order św. Stanisława I i II klasy (Imperium Rosyjskie)